# Bükkábrány

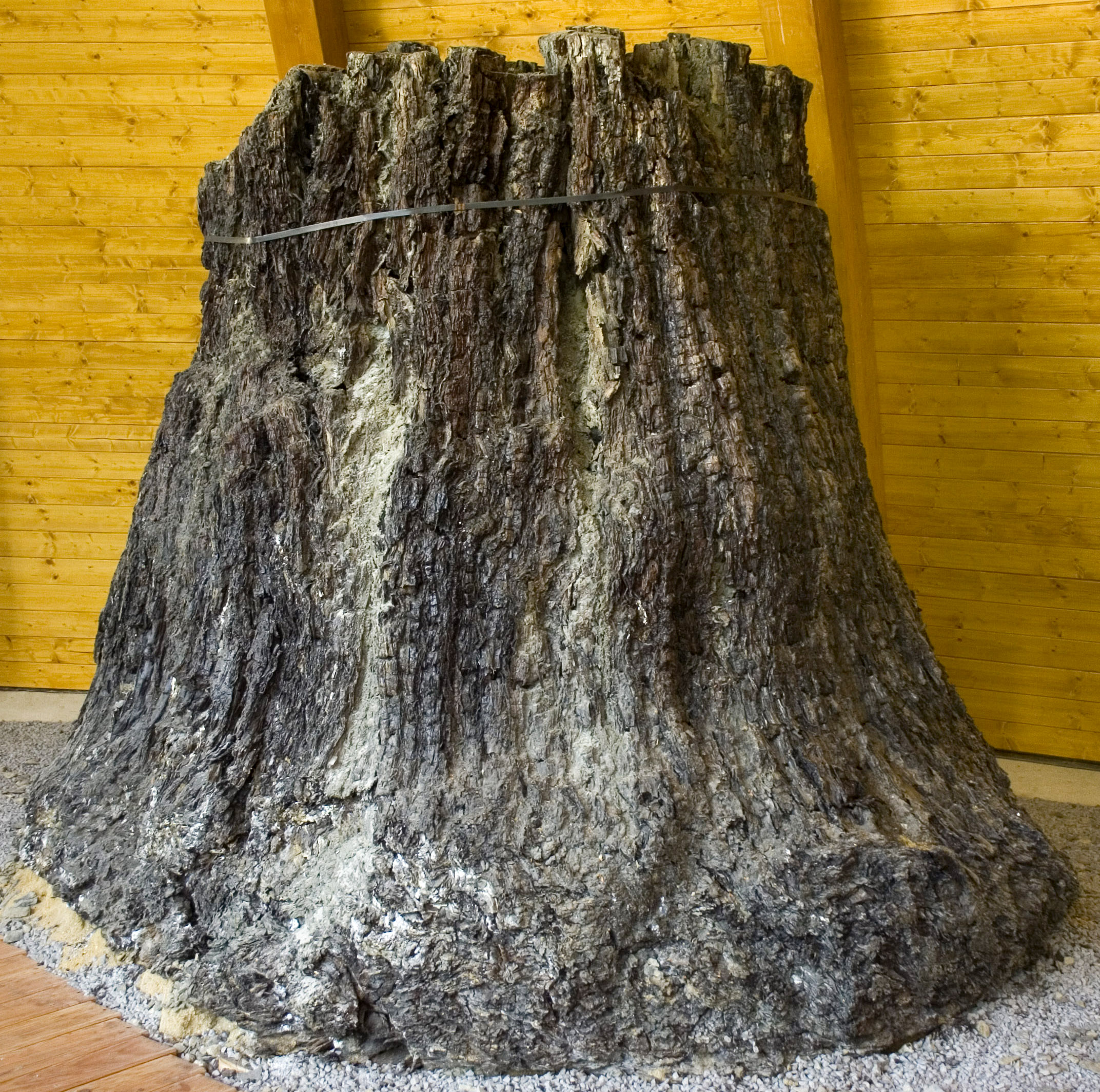
A bükkábrányi lignitbányában talált, épen maradt mocsári ciprusok (Taxodium) csoportjának egy tagja. Magassága kb. 3 méter, jelenleg az ipolytarnóci ősfenyő-bemutatóházban található

Bükkábrány község Borsod-Abaúj-Zemplén vármegyében, a Mezőkövesdi járásban.
Lakosainak száma 2020-ban 1827 volt.

## Fekvése
A Bükk-vidék és az Alföld találkozásánál, észak–déli irányban, a Kácsi- és Sályi-patak között elterülő település Miskolctól 33 kilométerre délre, Egertől 28 kilométerre keletre. A környező települések közül Mezőnyárád 2, Tibolddaróc 5, Vatta 6, Sály pedig 7 kilométerre helyezkedik el. A legközelebbi városok Mezőkeresztes 8, Emőd és a 13 kilométerre fekvő Mezőkövesd.

### Megközelítése
Legfontosabb közúti megközelítési útvonala a 3-as főút, mely a belterületének déli szélén halad el. Tibolddaróccal és a zsákfalunak tekinthető Káccsal a 25 114-es, Sállyal a 25 115-ös számú mellékút köti össze. Országos közútnak számít még a két utat a település központján át összekapcsoló 25 136-os számú mellékút. Határszélét délen érinti a Budapest–Sátoraljaújhely-vasútvonal is, de személyforgalmat bonyolító megállási pontja nincs a határai között.

## Története
Már a honfoglalás előtt is lakott hely volt. A honfoglaló magyarok itt tartottak pihenőt. Az Örs vezérhez tartozó kabarok szálláshelye, később az Árpád-házi királyok birtoka volt.
Nagy Lajos király mezővárosi rangra emelte, amelyet a török hódoltságig tartott meg. A 15. századtól a 20. századig Alsó- és Felsőábrányként szerepelt. Mária Terézia postaállomást létesített itt. Felsőábrány főleg reformátusok által lakott település volt, Alsóábrányt pedig római katolikusok lakták.
1949-ben egyesítették a két községet Bükkábrány néven.
A falu egykor szűcseiről volt híres, később lignitbányájáról, ahol 2007 júliusában szinte épségben bükkábrányi ősfákat, famatuzsálemeket találtak. A hétmillió éves mocsári ciprusokat a nagyközönség is megcsodálhatja, a Bükki Nemzeti Park Igazgatóság Ipolytarnóci Ősmaradványok Természetvédelmi Területén.

### Nevének eredete
Egy 13. századi oklevélen említik először, Ábrány néven. Feltehetőleg az Ábrahám személynévből származik a neve.

## Közélete

### Polgármesterei
- 1990–1994: Dudás Sándor (független)[5]
- 1994–1998: Dudás Sándor (független)[6]
- 1998–2002: Dudás Sándor (független)[7]
- 2002–2006: Tóth Péter (független)[8]
- 2006–2010: Tóth-Móricz Péter (független)[9]
- 2010–2014: Szalai Szabolcs (Fidesz-KDNP)[10]
- 2014–2019: Szalai Szabolcs (Fidesz-KDNP)[11]
- 2019–2024: Szalai Szabolcs (Fidesz-KDNP)[12]
- 2024– : Szalai Szabolcs (Fidesz–KDNP)[1]

## Népesség
A település népességének változása:
| Lakosok száma | 1690 | 1725 | 1697 | 1614 | 1593 | 1571 | 1579 |
|               | 2013 | 2014 | 2015 | 2021 | 2022 | 2023 | 2024 |

A 2001-es népszámlálás önbevallás alapján rögzített adatai szerint a településnek színtiszta magyar lakossága volt.
A 2011-es népszámlálás során a lakosok 92,3%-a magyarnak, 0,5% németnek mondta magát (7,6% nem nyilatkozott; a kettős identitások miatt a végösszeg nagyobb lehet 100%-nál). A vallási megoszlás a következő volt: római katolikus 53%, református 23,7%, görögkatolikus 0,2%, felekezeten kívüli 3,6% (19,2% nem válaszolt).
2022-ben a lakosság 94,6%-a vallotta magát magyarnak, 0,3% cigánynak, 0,2% ukránnak, 0,2% németnek, 0,1-0,1% görögnek, bolgárnak, románnak és lengyelnek, 2,8% egyéb, nem hazai nemzetiségűnek (5,3% nem nyilatkozott; a kettős identitások miatt a végösszeg nagyobb lehet 100%-nál). Vallásuk szerint 40,7% volt római katolikus, 18,3% református, 1,3% görög katolikus, 0,1% egyéb keresztény, 0,1% evangélikus, 5,7% felekezeten kívüli (32,1% nem válaszolt).

## Nevezetességei
- Alsóábrányi római katolikus temploma 1750-ben épült, barokk stílusú. Belső része valamivel később készült rokokó stílusban.
- Felsőábrányi református templom, amely 1802-ben épült, 1914-ben bővítették ki.
- A vándorló bánya titkai – bányászati állandó kiállítás

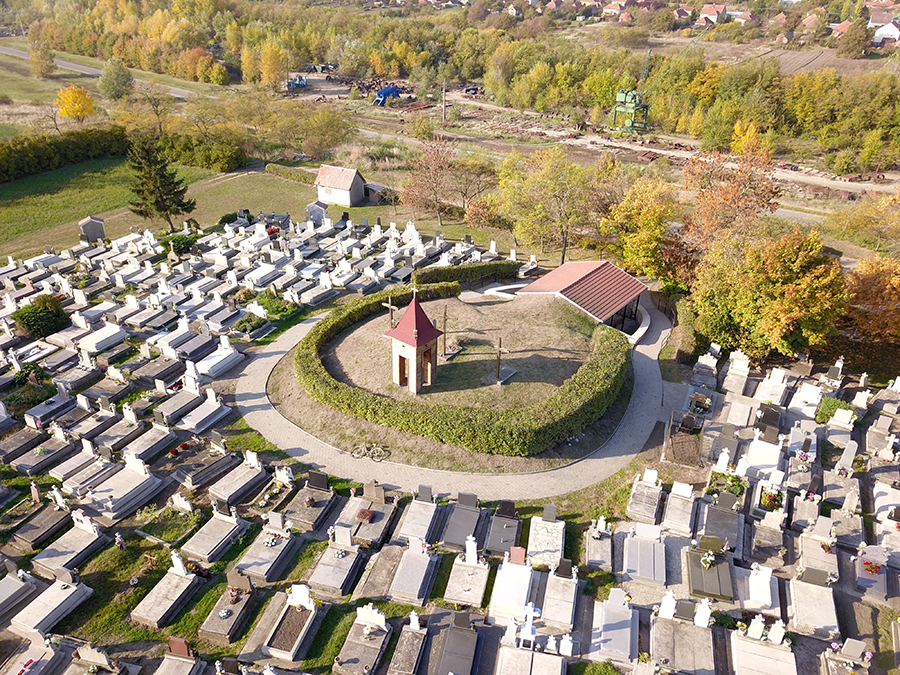
A temető légi felvételen

- Géczy István szobra
- Bükkábrányi ősfák
- Bükkalja Tanösvény Szabadidő Park

## Ismert emberek
- Vályi Nagy Károly – a szépmíves szűcsmesterség bükkábrányi megalapítója, aki gömöri származású volt, s a közeli Gelejen tanulta a díszes-szűcsséget, majd családalapítása után itt telepedett le. A mesterség hat évtizeden át szállt apáról fiúra. A Vályi Nagy család készítményeinek helyben volt legnagyobb keletjük, a bükkábrányiak az egyszerűbb munkákat kedvelték. Az általuk készített cifra hosszú férfibundákat és hímzett női bekecseket (kuzsukat) Tardra szállították. E sajátos díszítő művészetet a tardi matyó ízlés tartotta fenn, mely különösen az asszonynép körében volt kedvelt; ők kedvelték a cserfarózsás, tulipántos, csicsórózsás hímzéseket.
- Répássy János alsóábrányi plébános

### Bükkábrányban születtek
Itt született Géczy István (Alsóábrány, 1860. május 20. – Budapest, 1936. január 8.) népszínműíró, színész. Nevét 1897-ben a Gyimesi vadvirág című műve tette országosan ismertté.